# Dennis Woodside

Dennis Woodside est actuellement le COO (Chief Operating Officer) de Dropbox depuis fin 2014.

## Biographie
Né en 1969, diplômé de université Cornell et de la Stanford Law Scool en 1980, il travaille comme juriste en fusion-acquisition dans le cabinet Munger, Tolles & Olson, puis en tant que consultant chez McKinsey.
Il entre chez Google en 2003.
Après avoir contribué à développer Google en Afrique, Europe de l'Est et Asie, il devient Senior Vice-Président et est nommé à la tête de la division Google Amériques. Durant trois années, il aide à porter le chiffre d'affaires de sa société aux États-Unis de 10,8 à 17,5 milliards de dollars.
Larry Page, PDG de Google, le nomme en remplacement de Sanjay Jha à la tête de Motorola Mobility en mai 2012.

## Divers
Adepte du triathlon, il a participé à plusieurs marathons Ironman.
Selon Businessweek , Tim Cook, PDG d'Apple a tenté sans succès de l'embaucher à un poste clé en 2011.

## Sources et références

### Sources
- Businessweek
- Le blog officiel de Google
- blog-camp.com